# Carlos Ambrosio Lewis Tullock
Carlos Ambrosio Lewis Tullock SVD (* 2. November 1918 in La Boca; † 29. November 2004) war römisch-katholischer Koadjutorbischof von David.

## Leben
Carlos Ambrosio Lewis Tullock trat der Ordensgemeinschaft der Steyler Missionare bei und empfing am 24. Februar 1949 die Priesterweihe.
Paul VI. ernannte ihn am 22. Juni 1965 zum Weihbischof in Panama und Titularbischof von Nova Petra. Der Erzbischof von Panama, Tomás Alberto Clavel Méndez, spendete ihm am 3. Oktober desselben Jahres die Bischofsweihe; Mitkonsekratoren waren Leo Clement Andrew Arkfeld SVD, Apostolischer Vikar von Wewak, und Joseph Bernard Brunini, Weihbischof in Natchez-Jackson. 
Während des Zweiten Vatikanischen Konzils nahm er als Konzilsvater an der vierten Sitzungsperiode teil. Der Papst ernannte ihn am 22. Mai 1986 zum Koadjutorbischof von David. Am 18. April 1994 nahm Johannes Paul II. seinen altersbedingten Rücktritt an.